# 勒努斯
勒努斯（英語：Lenus），古罗马凯尔特人神祇，主要活动于高卢一带。作为战神而在凯尔特人中具有非凡意义。有关其形象的艺术作品亦广泛留存于今西欧与中欧的英国、德国等国家，影响深远。